# Crocallis fuliginosa
Crocallis fuliginosa är en fjärilsart som beskrevs av Rothschild 1912. Crocallis fuliginosa ingår i släktet Crocallis och familjen mätare. Inga underarter finns listade i Catalogue of Life.